# ۲۱ رمضان
۲۱ رمضان، بیست و یکمین روز ماه رمضان در تقویم هجری قمری است.
در تقویم هجری قمری قراردادی این روز دویست و پنجاه و هفتمین روز سال است.

## درگذشت‌ها
- ۴۰: علی بن ابی‌طالب، اولین امام شیعیان و چهارمین خلیفهٔ اهل تسنن[۱][۲][۳][۴][۵]
- ۷۲۶: عثمان یکم، رهبر ترکان عثمانی و بنیانگذار امپراتوری عثمانی[۶][۷]
- ۱۱۰۴: شیخ حُرّ عاملی، از فقها و علمای شیعه قرن ۱۱ قمری، مؤلف وسائل‌الشیعه[۸][۹]
- ۱۰۲۸: سید ماجد حسینی بحرانی،[۱۰] عالم، فقیه و شاعر شیعی[۱۱][۱۲]
- موسی: پیامبر قوم بنی‌اسرائیل (بنا بر روایات)[۱۳][۱۴]
- یوشع بن نون: نایب و جانشین موسی (بنا بر روایات)[۱۴][۱۵]

## رویدادها
- ۴۰: آغاز خلافت امام حسن مجتبی، پسر ارشد علی بن ابی‌طالب و فاطمه زهرا، نوهٔ محمد پیامبر اسلام و دومین امام شیعیان[۱۶][۱۷][۱۸]
- ۴۰: بیعت مردم کوفه با امام حسن مجتبی برای خلافت[۱۹][۲۰][۲۱][۲۲]
- ۴۰: قصاص ابن ملجم مرادی قاتل امام علی (امام اول شیعیان)[۲۳][۲۴][۲۵][۲۶]
- روز نزول قرآن، کتاب مقدس اسلام (بنا بر روایات)[۲۷][۲۸][۲۹][۳۰][۳۱]
- عروج عیسی به آسمان (بنا بر روایات)[۱۴][۳۲]

## مناسبت‌ها
- دومین شب از شبهای قدر ماه رمضان بنا بر باور شیعیان، برگزاری مراسم موسوم به «شب احیا» و شب زنده‌داری و عبادت در سراسر ایران[۳۳][۳۴][۳۵]
- روز شهادت امام علی (ع)، تعطیل رسمی در ایران[۳۶][۳۷]